# Икинат
Икинат (Зангей) (бур. Эхинад) — деревня в Аларском районе Усть-Ордынского Бурятского округа Иркутской области. Входит в муниципальное образование «Тыргетуй».

## География
Деревня расположена в примерно 32 км к востоку от районного центра.

## Внутреннее деление
Состоит из 5 улиц:
- Горная
- Ербанова
- Ленина
- Лесная
- Механизаторов

## Происхождение названия
По словам Матвея Мельхеева, название Икинат переводится как «временное жильё, шалаш у родника близ города в укромном, закрытом месте». Это имя родоначальника бурятского рода икинаты, который селился по рекам Ока и Ия. Данный род отделился от ойратов и, начиная с XVI—XVII вв., входил в состав бурятских племен.
Название «Зангей» восходит к наименованию бурятского племени в составе икинатов занги/зунги/зангей, которые являлись осколком ойратских зунгар (Джунгар) значит «левой руки» (левой стороны или левого крыла) в противоположность Барунгар — «правой руки». У монголов эпохи чингизидов существовало деление страны на военно-административные части («крыла»).

## История
В 1930-х годах в населённом пункте была образована артель «Икинат», название которой позже перешло к населённому пункту. Позже в населённом пункте функционировало отделение совхоза «Ангарстрой».

## Инфраструктура
В деревне функционирует школа, в которой учатся около 30 детей, однако существует угроза её закрытия.
На данный момент школа закрыта, а её здание переделанно под дом культуры.

## Население
| 2002 | 2010 | 2011 | 2012 |
| ---- | ---- | ---- | ---- |
| 332  | ↘270 | ↘269 | ↘258 |